# Festuca boriana
Festuca boriana är en gräsart som beskrevs av Evgenii Borisovich Alexeev. Festuca boriana ingår i släktet svinglar, och familjen gräs.
Artens utbredningsområde är Sikkim. Inga underarter finns listade i Catalogue of Life.